# Tobias Clausnitzer
Tobias Clausnitzer, född 5 februari 1618, död 7 maj 1684, var fältpräst i svenska hären under Trettioåriga kriget. Död såsom präst i Weiden in der Oberpfalz. Psalmförfattare representerad i hemlandet Tyskland, i danska Psalmebog for Kirke og Hjem med Herre Jesus, vi er her och flera svenska psalm- och sångböcker med samma psalm.

## Psalmer
- Käre Jesus, vi är här översatt till svenska under 1600-talet och nr 232 i 1695 års psalmbok Finns på Wikisource.